# Ludwik Remigiusz Benoist
Ludwik Remigiusz Benoist, fr. Louis-Remi Benoist (ur. 1755 w Paryżu, zm. 2 września 1792 w Saint-Germain-des-Prés) – francuski duchowny, błogosławiony Kościoła katolickiego.
Był wikariuszem w parafii Św. Pawła w Paryżu, gdzie posługę sprawował też jego starszy brat Ludwik Renat Mikołaj Benoist. Gdy w rewolucyjnej Francji nasiliło się prześladowanie duchownych, Ludwik Remigiusz Benoist w sierpniu 1792 został uwięziony w opactwie Saint-Germain-des-Prés. Zginął z rąk tłumu, który wcześniej wymordował przewożonych z merostwa do opactwa więźniów, w czasie masakr wrześniowych.
W Kościele katolickim wspominany jest w dzienną rocznicę śmierci.
Ludwik Remigiusz Benoist został beatyfikowany 17 października 1926 wraz z 190 innymi męczennikami francuskimi przez papieża Piusa XI.